# Whitcomb Locomotive Works
La Whitcomb Locomotive Works era una fabbrica di locomotive e rotabili ferroviari degli Stati Uniti d'America fondata nel 1878 da George D. Whitcomb inizialmente come officina di costruzione di macchine operatrici per miniere di carbone e divenuta in seguito una società costruttrice di locomotive industriali e da treno. Cessò la sua attività nel settore nel 1956.

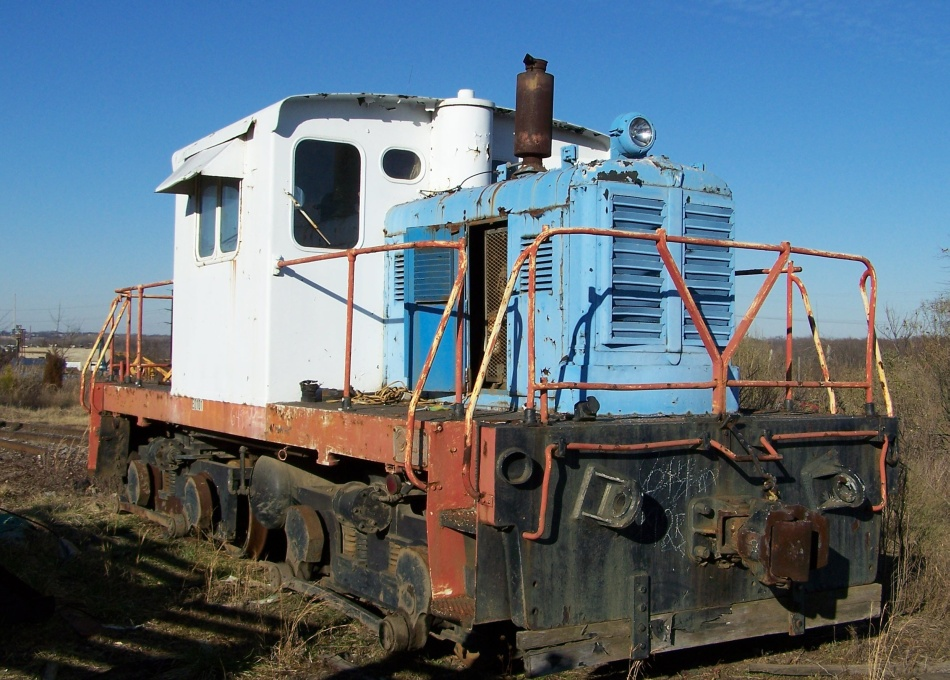
Baldwin-Lima-Hamilton 50-T diesel-elettrica a cabina centrale

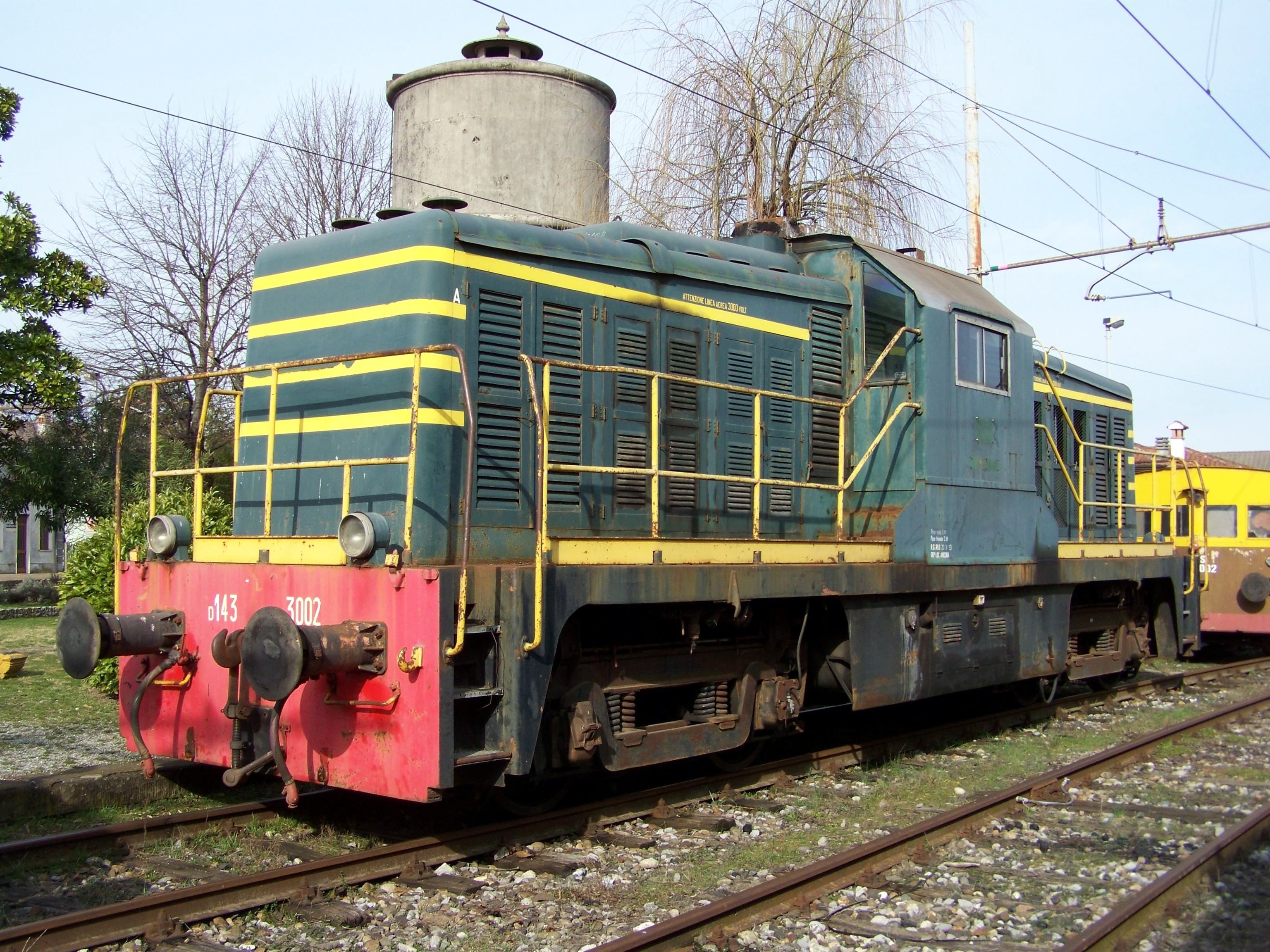
Locomotiva FS D.143, costruita da Withcomb come locomotiva di guerra e modificata in Italia nel secondo dopoguerra

## Storia
George Whitcomb iniziò la sua attività progettando e costruendo macchinari per miniere di carbon fossile. Nel  1892 l'officina di produzione venne registrata come società secondo le leggi dello stato dell'Illinois prendendo il nome di George D. Whitcomb Company con sede a Chicago.
La trazione dei convogli in miniera era effettuata, a quei tempi, ancora utilizzando animali come muli o cavalli da tiro. Mentre erano in corso esperimenti con l'uso di elettricità o di vapore Whitcomb propose una locomotiva a benzina che, nella primavera del 1906, riscosse il suo primo successo in una grande miniera di carbone dell'Illinois Centrale.

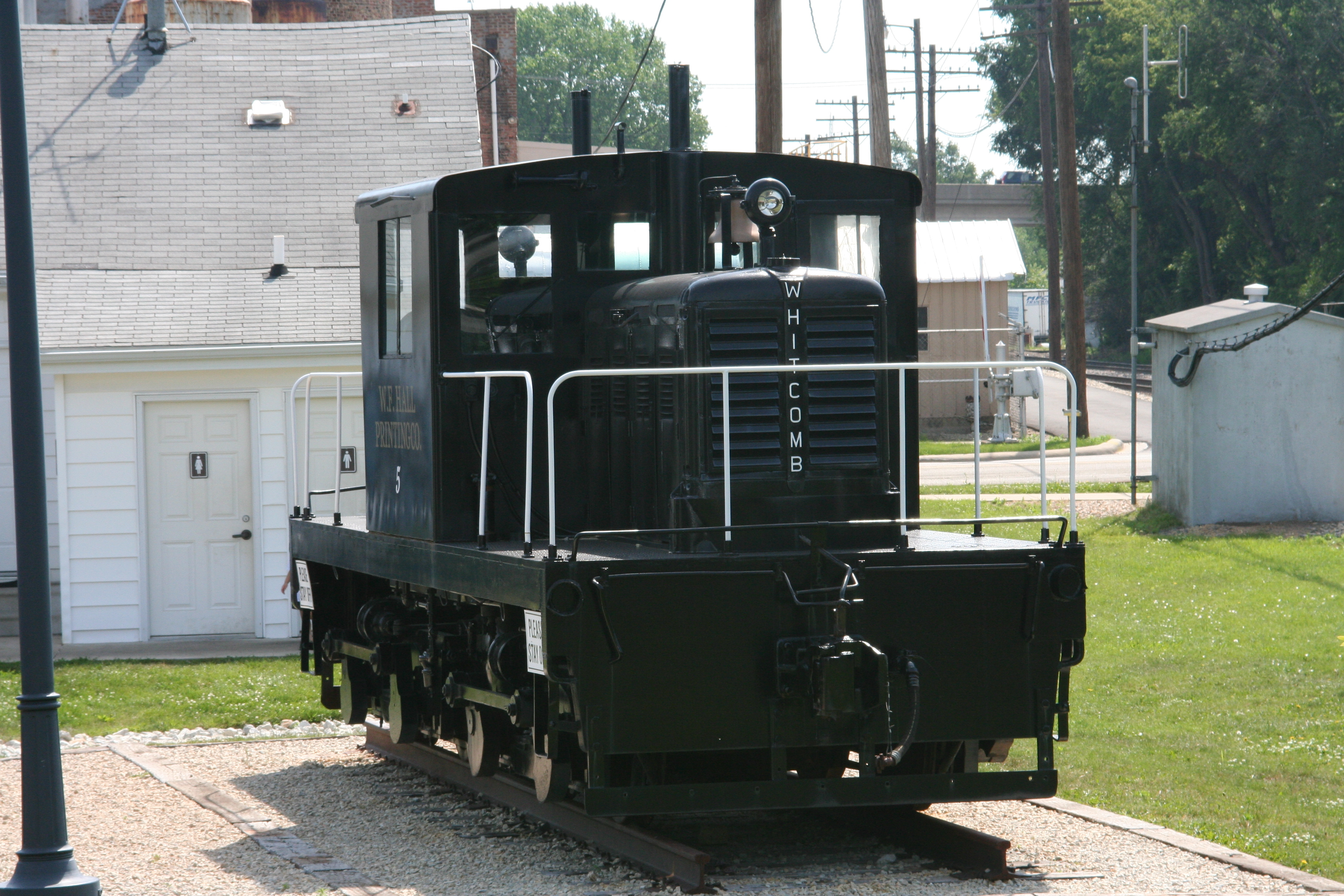
Locomotiva Whitcomb esposta al Rochelle Railroad Park di Rochelle, Illinois

Nel 1907 la sede della società si spostò a Rochelle, nel nord dell'Illinois, continuando la costruzione di un gran numero di locomotive a benzina per miniere. La buona fama acquistata dalle macchine Whitcomb a benzina fece aumentare le richieste e, nel 1912, per farvi fronte si dovette spostare la fabbrica in un'area più estesa di Rochelle.
Allo scoppio della prima guerra mondiale la Whitcomb venne impegnata dalle autorità governative per la produzione di locomotive di guerra corazzate che, prodotte a centinaia, svolsero la loro attività soprattutto in Francia. Si trattava di piccole locomotive Decauville, con massa di 6-9 tonnellate, usate per il rifornimento delle trincee e della linea del fronte. L'ottimo servizio svolto valse alla  Whitcomb Company un riconoscimento ufficiale (Certificate of Merit) del War Department.
Nello stesso periodo la società sviluppò molte innovazioni nella produzione delle sue locomotive. Criteri di sicurezza contro le esplosioni in miniera vennero introdotti per la costruzione della prima locomotiva elettrica mineraria costruita nel 1914 ed ottennero il riconoscimento dellU.S. Bureau of Mines. La prima locomotiva elettrica Whitcomb dotata di trolley fu prodotta nel 1921, e nel 1929 la società progettò e costruì la più grande locomotiva, con motore a benzina e trazione elettrica, che avesse mai circolato sulle ferrovie americane. Il progetto venne presto seguito da quello delle locomotive diesel-elettriche che rivoluzionarono il sistema di trasporto ferroviario americano.
Nel 1929 la compagnia fu acquisita dalla Baldwin Locomotive Works. Dal 1931 l'azienda continuò ad essere gestita come una controllata della Baldwin Works ma mantenendo il nome di Whitcomb Locomotive Works; il 19 luglio 1932 ad essa veniva incorporata la Milwaukee Locomotive Manufacturing Company. Nel corso del 1940, la Baldwin rilevò completamente la società che da quel momento in poi fu gestita come divisione di Baldwin e conosciuta come The Whitcomb Locomotive Company.
L'espansione della Whitcomb continuò ed aumentò durante la seconda guerra mondiale e nei primi anni del dopoguerra.
A febbraio del 1952 la produzione di locomotive venne spostata da Rochelle agli stabilimenti di Eddystone della Baldwin. Le locomotive industriali continuarono ad essere fabbricate con il marchio Whitcomb fino a fine anno, poi il marchio scomparve del tutto.
L'ultima locomotiva Whitcomb venne terminata a Rochelle il 4 gennaio del 1952 (con il numero di fabbrica 61189). Si trattava di una locomotiva diesel-elettrica da 25 t per la Central Procurement Agency del Transportation Corps; venne numerata USN 65-00330.
La linea di produzione delle locomotive Whitcomb venne arrestata definitivamente nel marzo 1956 dopo avere prodotto circa 5000 locomotive.